# Chatus
Le chatus N est un ancien cépage noir de cuve caractéristique des Cévennes (Ardèche).

## Histoire
Il était déjà connu par Olivier de Serres qui le cite nommément sous le terme chatus dans son ouvrage Le théâtre d'agriculture et mesnage des champs, édité en mars 1600.

## Synonymes
Il est aussi appelé chatelus, houron à Saint-Péray, charos dans l'Ardèche, corbel dans la Drôme, corbesse dans l'Isère et Negro en Italie.

## Origine
Ce cépage a été redécouvert dans la région de Joyeuse en Ardèche et sa production relancée dans les années 1980 par la cave de Rosières en Ardèche. Il a été inséré au classement officiel de la Communauté Européenne le 31/12/1991.